# Тихоокеансько-Антарктичний хребет

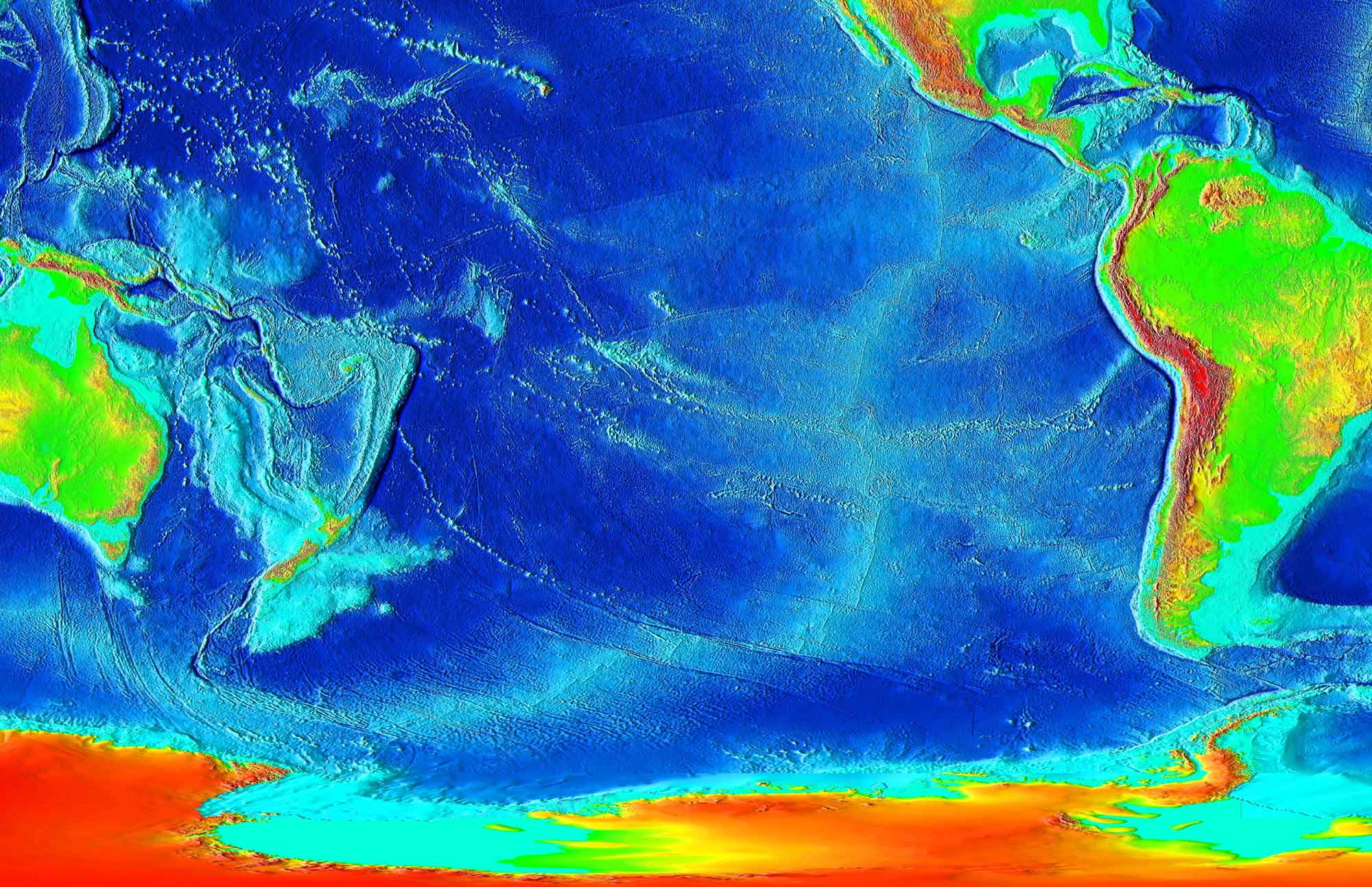

Тихоокеансько-Антарктичний хребет, Південно-Тихоокеанське підняття, Південно-Тихоокеанська височина — океанічний хребет у південній частині Тихого океану, дивергентна границя між літосферними плитами Тихоокеанською та Антарктичною. Спрединг відбувається зі швидкістю від 54 до 76 мм/рік. На сході обмежено трійником на південь від мікроплити Хуан Фернандес, де вона має зчленування зі Східно-Тихоокеанською височиною та Чилійською височиною, на заході — трійником Маккуорі, де він має зчленування з Австрало-Антарктичним підняттям та хребтом Луїсвілл.
Загальна протяжність 4100–4300 км. Ширина 500–1000 км, до 1500 м. Переважаючі глибини над гребенем 2500–3000 м, найменша глибина — 878 м. Схили відносно пологі.
Головною відмінною рисою від інших серединних хребтів є велика ширина, менша розчленованість і менша вираженість рифтової зони. У структурі велику роль відіграють зони наскрізних розломів і пов'язані з ними ущелини, які розсікають хребет на окремі сегменти і забезпечують вільне проникнення з півдня холодних придонних вод в улоговини, розташовані північніше.